# Gete Wami
Gete Wami, född 11 december 1974, är en etiopisk friidrottare som tävlar i långdistanslöpning. 
Wami slog igenom vid junior-VM 1992 där hon slutade tvåa på 10 000 meter. Vid Olympiska sommarspelen 1996 slutade hon på tredje plats på 10 000 meter. Vid VM 1999 vann hon samma distans och tog därmed sin första stora titel. 
Vid Olympiska sommarspelen 2000 vann hon två medaljer, silver i 10 000 meter brons i 5 000 meter. Wamis senaste stora internationella mästerskap blev VM 2001 där hon slutade trea på 10 000 meter. 
Wami har därefter tävlat i maratonlöpning och bland meriterna finns totalsegern 2007 i World Marathon Majors dessutom har hon två raka segar i Berlin Marathon.